# Rajd Ypres 2016
Rajd Ypres 2016 (52. Kenotek by CID LINES Ypres Rally) – 52 edycja Rajdu Ypres rozgrywanego w Belgii. Rozgrywany był od 23 do 25 czerwca 2016 roku. Była to piąta runda Rajdowych Mistrzostw Europy w roku 2016. Składał się z 17 odcinków specjalnych.

## Zwycięzcy odcinków specjalnych
| Dzień      | Numer odcinka | Nazwa odcinka         | Długość  | Zwycięzca odcinka                     | Nr Sam. | Samochód        | Czas    | Śr. pr.    | Lider rajdu                   |
| ---------- | ------------- | --------------------- | -------- | ------------------------------------- | ------- | --------------- | ------- | ---------- | ----------------------------- |
| 24 czerwca | OS1           | Dikkebus 1            | 12.61 km | Bryan Bouffier Denis Giraudet         | 3       | Citroën DS3 R5  | 7:06.4  | 106.5 km/h | Bryan Bouffier Denis Giraudet |
| 24 czerwca | OS2           | Wijtschate 1          | 13.81 km | Stéphane Lefebvre Xavier Portier      | 2       | Citroën DS3 R5  | 7:55.4  | 104.6 km/h | Bryan Bouffier Denis Giraudet |
| 24 czerwca | OS3           | Mesen 1               | 7.48 km  | Vincent Verschueren Veronique Hostens | 4       | Škoda Fabia R5  | 4:17.6  | 104.5 km/h | Bryan Bouffier Denis Giraudet |
| 24 czerwca | OS4           | Langemark             | 12.56 km | Stéphane Lefebvre Xavier Portier      | 2       | Citroën DS3 R5  | 7:06.5  | 106.0 km/h | Bryan Bouffier Denis Giraudet |
| 24 czerwca | OS5           | Dikkebus 2            | 12.61 km | Bryan Bouffier Denis Giraudet         | 3       | Citroën DS3 R5  | 6:57.4  | 108.8 km/h | Bryan Bouffier Denis Giraudet |
| 24 czerwca | OS6           | Wijtschate 2          | 13.81 km | Bryan Bouffier Thibault de la Haye    | 3       | Citroën DS3 R5  | 7:46.3  | 106.6 km/h | Bryan Bouffier Denis Giraudet |
| 24 czerwca | OS7           | Mesen 2               | 7.48 km  | Vincent Verschueren Veronique Hostens | 4       | Škoda Fabia R5  | 4:15.5  | 105.4 km/h | Bryan Bouffier Denis Giraudet |
| 25 czerwca | OS8           | Kemmelberg 1          | 13.60 km | Stéphane Lefebvre Xavier Portier      | 2       | Citroën DS3 R5  | 8:11.2  | 99.7 km/h  | Freddy Loix Johan Gitsels     |
| 25 czerwca | OS9           | Hollebeke 1           | 23.23 km | Stéphane Lefebvre Xavier Portier      | 2       | Citroën DS3 R5  | 13:01.5 | 107.0 km/h | Freddy Loix Johan Gitsels     |
| 25 czerwca | OS10          | Reninge 1             | 14.50 km | Stéphane Lefebvre Xavier Portier      | 2       | Citroën DS3 R5  | 7:37.0  | 114.2 km/h | Freddy Loix Johan Gitsels     |
| 25 czerwca | OS11          | Watou 1               | 14.29 km | Stéphane Lefebvre Xavier Portier      | 2       | Citroën DS3 R5  | 7:22.9  | 116.2 km/h | Freddy Loix Johan Gitsels     |
| 25 czerwca | OS12          | Westouter-Boeschepe 1 | 19.28 km | Stéphane Lefebvre Xavier Portier      | 2       | Citroën DS3 R5  | 11:11.0 | 103.4 km/h | Freddy Loix Johan Gitsels     |
| 25 czerwca | OS13          | Kemmelberg 2          | 13.60 km | Stéphane Lefebvre Xavier Portier      | 2       | Citroën DS3 R5  | 8:20.5  | 97.8 km/h  | Freddy Loix Johan Gitsels     |
| 25 czerwca | OS14          | Hollebeke 2           | 23.23 km | Kris Princen Peter Kaspers            | 6       | Peugeot 208 T16 | 13:43.0 | 101.6 km/h | Freddy Loix Johan Gitsels     |
| 25 czerwca | OS15          | Reninge 2             | 14.50 km | Hermen Kobus Erik de Wild             | 9       | Škoda Fabia R5  | 7:39.0  | 113.7 km/h | Freddy Loix Johan Gitsels     |
| 25 czerwca | OS16          | Watou 2               | 14.29 km | Hermen Kobus Erik de Wild             | 9       | Škoda Fabia R5  | 7:27.0  | 115.1 km/h | Freddy Loix Johan Gitsels     |
| 25 czerwca | OS17          | Westouter-Boeschepe 2 | 19.28 km | Bernd Casier Pieter Vyncke            | 12      | Ford Fiesta R5  | 11:10.6 | 103.5 km/h | Freddy Loix Johan Gitsels     |

## Wyniki rajdu[1]
| Miejsce | Kierowca            | Pilot             | Samochód        | Czas      | Strata  |
| ------- | ------------------- | ----------------- | --------------- | --------- | ------- |
| 1       | Freddy Loix         | Johan Gitsels     | Škoda Fabia R5  | 2:22:15.1 | -       |
| 2       | Kris Princen        | Peter Kaspers     | Peugeot 208 T16 | 2:23:11.9 | +56.8   |
| 3       | Bernd Casier        | Pieter Vyncke     | Ford Fiesta R5  | 2:23:34.9 | +1:19.8 |
| 4       | Hermen Kobus        | Erik de Wild      | Škoda Fabia R5  | 2:23:42.1 | +1:27.0 |
| 5       | Vincent Verschueren | Veronique Hostens | Škoda Fabia R5  | 2:23:47.4 | +1:32.3 |
| 6       | Pieter Tsjoen       | Eddy Chevaillier  | Ford Fiesta R5  | 2:24:45.0 | +2:29.9 |
| 7       | Jaromír Tarabus     | Daniel Trunkát    | Škoda Fabia R5  | 2:25:04.3 | +2:49.2 |
| 8       | Claudie Tanghe      | Filip Cuvelier    | Ford Fiesta R5  | 2:26:07.1 | +3:52.0 |
| 9       | Kevin Demaerschalk  | Bram Eelbode      | Citroën DS3 R5  | 2:28:01.0 | +5:45.9 |
| 10      | Antonín Tlusťák     | Ladislav Kučera   | Škoda Fabia R5  | 2:30:01.1 | +7:46.0 |

## Kasyfikacja po 6 rundach RME 2016
Punkty w klasyfikacji generalnej ERC otrzymuje 10 pierwszych zawodników, którzy uczestniczą w programie ERC i w ukończą wyścig, punktowanie odbywa się według klucza:
| Miejsce | 1  | 2  | 3  | 4  | 5  | 6 | 7 | 8 | 9 | 10 |
| Punkty  | 25 | 18 | 15 | 12 | 10 | 8 | 6 | 4 | 2 | 1  |

Dodatkowo po każdym etapie (dniu) rajdu prowadzona jest osobna klasyfikacja, w której przyznawano punkty według klucza 7-6-5-4-3-2-1 (jeżeli dany etap obejmował przynajmniej 25% długości odcinków specjalnych rajdu). Do klasyfikacji zaliczane są cztery najlepsze wyniki spośród pięciu pierwszych rajdów oraz cztery najlepsze wyniki w pięciu ostatnich rajdach w sezonie.
Pierwsza dziesiątka.
| Poz. | Kierowca              | ESP    | GBR    | GRE    | POR    | BEL    | EST | POL | CZE | CYP | Suma punktów |
| ---- | --------------------- | ------ | ------ | ------ | ------ | ------ | --- | --- | --- | --- | ------------ |
| 1    | Kajetan Kajetanowicz  | 218+11 | 218+13 | 84+7   | 315+6  |        |     |     |     |     | 92           |
| 2    | Aleksiej Łukjaniuk    | 125+13 | NW     | 101+7  | 218+13 | NU0    |     |     |     |     | 77           |
| 3    | Arturs Šimins         |        |        | 125+12 | NU0+4  |        |     |     |     |     | 41           |
| 4    | Craig Breen           |        | 125+13 |        |        |        |     |     |     |     | 38           |
| 5    | Freddy Loix           |        |        |        |        | 125+13 |     |     |     |     | 38           |
| 6    | Ricardo Moura         |        |        |        | 125+12 |        |     |     |     |     | 37           |
| 7    | Jaromir Tarabus       |        | NU0+3  | 315+9  | 76     |        |     |     |     |     | 33           |
| 8    | Kris Princen          |        |        |        |        | 218+10 |     |     |     |     | 28           |
| 9    | Lambros Athanassoulas |        |        | 218+9  |        |        |     |     |     |     | 27           |
| 10   | Wojciech Chuchała     | 510+1  | 11     | 510+3  | 130+2  |        |     |     |     |     | 26           |
| Poz. | Kierowca              | ESP    | GBR    | GRE    | POR    | BEL    | EST | POL | CZE | CYP | Suma punktów |

| Kolor     | Opis                   |
| --------- | ---------------------- |
| Złoty     | Zwycięzca              |
| Srebrny   | 2. miejsce             |
| Brązowy   | 3. miejsce             |
| Zielony   | Punktowane miejsce     |
| Niebieski | Ukończył nie punktował |
| Fioletowy | Nie ukończył NU        |
| Czarny    | Wykluczony X           |
| Biały     | Nie wystartował NW     |
| Puste     | Nie brał udziału       |